# Organoarseenchemie
De organoarseenchemie is de tak van de scheikunde die zich bezigheid met de synthese, reacties en eigenschappen van die verbindingen waarin een directe binding aanwezig is tussen koolstof en arseen. Arseen wordt soms tot de metalen gerekend, en van dat standpunt bezien is de organoarseenchemie een subdiscipline van de organometaalchemie. Sommige organoarseenverbindingen worden industrieel geproduceerd en worden dan soms aangeduid met de term "organoarsenicals". Vooral in de landbouw worden deze stoffen toegepast als insecticides, herbicides en fungicides. In het algemeen neemt het gebruik van deze middelen af, in lijn met de groeiende bezorgdheid over de invloed ervan op het milieu in het algemeen en de gezondheid van mensen in het bijzonder. De stamverbinding in de organoarseenchemie is arsine. Ondanks de bekende giftigheid van arseen zijn er een aantal arseenhoudende verbindingen bekend die een biologische functie hebben.

## Geschiedenis
Ondanks de tegenwoordige minieme plaats in het geheel van de chemie, nemen de organoarseenverbindingen in de geschiedenis van de scheikunde een prominente plaats in. De oudst bekende organoarseenverbinding is het stinkende cacodyl, gevonden in 1760 bij de analyse van "cacodyl". De verbinding Salvarsan was een van de eerste farmaceutische producten, waarvoor de ontdekker, Paul Ehrlich, de Nobelprijs in ontvangst mocht nemen.

## Synthese en onderverdeling
Van arseen zijn de oxidatiegetallen 3+ en 5+ standaard zoals deze optreden in de halogeniden AsX3 (X = F, Cl, Br, I) en AsF5. Ook de organische arseenverbindingen komen standaard in deze oxidatietoestanden voor.

### Organoarseen(V)chemie
In de organoarseen(V)chemie treden vooral de functionele groepen RAsO(OH)2 en R2AsO(OH) (R = alkyl of aryl) op de voorgrond. Kakodylzuur, met de formule (CH3)2AsO2H, is een op de voorgrond tredende verbinding in de organoarseenchemie. Dit staat in scherp contrast met de veel geringere aandacht die de overeenkomstige fosforverbinding, dimethylfosfonzuur in de organofosforchemie krijgt. Kakodylzuur ontstaat in de methylering van arseen(III)oxide. Fenylarsonzuren kunnen bereid worden via de reactie van arseenzuur met anilines in de Bechamp-reactie.
Het monogemethyleerde zuur, methaanarsonzuur (CH3AsO(OH)2), is uitgangsstof voor de synthese van fungicides die bij de teelt van rijst en katoen gebruikt worden. Derivativen van fenylarsonzuur (C6H5AsO(OH)2) worden als voedselsuplementen voor vee gebruikt. Voorbeelden daarvan zijn: 4-hydroxy-3-nitrobenzeenarsonzuur (3-NHPAA), ureidofenylarsonzuur en p-arsanilzuur. Deze toepassingen staan ter discussie, omdat ze een bron vormen van oplosbare arseenverbindingen die vrijkomen in het milieu.
Verbindingen van vijfwaardig arseen waarin alleen organische groepen aan arseen zijn gebonden zijn zeldzaam. De voornaamste vertegenwoordiger van deze groep is het pentafenylderivaat: As(C6H5)5.

### Organoarseen(III)chemie
In analogie met de verbindingen van het lichtste element van de groep waar arseen toe behoort, stikstof, worden de verbindingen in de groep vaak aangeduid als arsine, de IUPAC geeft de voorkeur aan arsaan.
De organoarseen(III)chemie is vooral gebaseerd op de alkylering van (derivaten van) AsCl3 waarbij de organische groepen afkomstig zijn van organolithiumverbindingen of Grignards. Door de reactie gecontroleerd uit te voeren is de hele serie gechloreerde methylarsanen te synthetiseren: trimethylarsaan ((CH3)3As), dimethylchloorarsaan ((CH3)2AsCl) en methyldichloorarsaan (CH3AsCl2). Reductie van de chloorhoudende arsanen met hydriden levert de corresponderende halogeenvrije arsanen op: (CH3)2AsH en (CH3AsH2. Vergelijkbare reacties zijn voor andere gedeeltelijk gechloreerde arsanen beschreven.
Een belangrijke syntheseroute naar de dimethylarseenderivaten start met de reductie van kakodylzuur (zie boven):
(CH3)2AsO2H + 2 Zn + 4 HCl → (CH3)2AsH + 2 ZnCl2 + 2 H2O
(CH3)2AsO2H + SO2 + HI → (CH3)2AsI + SO3 + H2O
In de hetrocyclische chemie is een groot aantal arseen(III)verbindingen bekend. Zo zijn zowel arsool, het arseenanalogon van pyrrool, en arsabenzeen, in analogie met pyridine beschreven.
Symmetrische organoarseen(III)verbindingen zoals trimethylarsaan en trifenylarsaan, worden veel toegepast in de chemie van coördinatieverbindingen. Zij gedragen zich hierin op gelijksoortige wijze als de fosforliganden, maar ze zijn minder basisch. Het diarsaan C6H4(As(CH3)2)2, bekend onder de naam diars, is een bekende ligand. Thorin wordt als indicator toegepast voor diverse metalen.

### Organoarseen(I)chemie
Het minst bekend (in aantal) en toegepast (commercieel) zijn de organoarseen(I)verbindingen. De lagere waardigheid is meestal toe te schrijven aan het feit dat twee arseenatomen aan elkaar gebonden zijn, waardoor er dus wel een binding, maar geen formele lading ontstaat. De anti-syfilismedicijnen Salvarsan en Neosalvarsan zijn vertegenwoordigers van deze groep. In deze verbindingen heeft arseen doorgaans drie bindingen, maar slechts één directe As-As-binding. Dubbele bindingen tussen arseenatomen, As=As, zijn zeer zeldzaam.

## Chemische wapens
Een aantal organoarseenverbindingen, met name de gedeeltelijk op arseen gechloreerde stoffen, zijn toegepast als chemische wapens, met name tijdens de Eerste Wereldoorlog. Beruchte voorbeelden zijn: "Lewisiet" (chloorvinyl-2-arseendichloride), "Clark I" (chloordifenylarsaan) en Fenyldichloorarsaan.

## Organoarseenverbindingen in de natuur
Omdat arseen enerzijds voor de meeste levensvormen giftig is, maar het anderzijds in sommige gebieden toch relatief veel voorkomt zijn er een aantal ontgiftingsmethoden ontstaan. Anorganisch arseen wordt, als het in de voedselketen terechtkomt, omgezet in minder toxische vormen door stapsgewijze methylatie. Aan vitamine B12 verwante enzymen zijn bij deze omzetting betrokken. Zo geeft de schimmel Scopulariopsis brevicaulis aanmerkelijke hoeveelheden trimethylarsaan af als hij wordt bloodgesteld aan anorganisch arseen. De verbinding arsenobetaine, een betaine, komt voor in sommige, ook voor consumptie gebruikte, zeevissen en algen, en in hogere concentraties, ook in sommige paddenstoelen. De gemiddelde opname aan arseen bedraagt ongeveer 10-50 µg per dag, al zijn waarden tot 1000 µg niet ongewoon na het eten van vis of paddenstoelen. Het eten van vis is niet gevaarlijk omdat de betreffende arseenverbinding nauwelijks toxisch is. Arsenobetaine is voor het eerst gevonden in Panulirus cygnus een kreeftensoort van de westkust van Australië
Arseen gebonden aan koolhydraten, samen vaak aangeduid als arsenosuikers, worden vooral in zeewier gevonden. Arseenhoudende lipides zijn ook bekend. Hoewel arseen en zijn verbindingen voor mensen giftig zijn, was het eerste synthetische antibioticum, Salvarsan, wel een arseenverbinding. Salversan wordt overigens al lang niet meer toegepast.
De enige bekende biogene verbinding met meerdere arseenatomen in zijn molecuul is arsenicine A.

## Enige voorbeelden van Organoarseenverbindingen
| Organoarseen-verbinding                             | R             | Structuurformule | Molaire massa (g/mol) | CAS nummer | Eigenschappen      |
| --------------------------------------------------- | ------------- | ---------------- | --------------------- | ---------- | ------------------ |
| 10,10'-oxybis-10H-fenoxarsaan                       |               |                  | 502,2318              | 58-36-6    |                    |
| Trifenylarsaan                                      | Fenyl         |                  | 306,23                | 603-32-7   | Smeltpunt 58−61 °C |
| Dichloorfenylarsaan                                 | fenyl, chloor |                  | 222,93                | 696-28-6   |                    |
| 4-hydroxy-3-nitrobenzeenarsonzuur 3-NHPAA Roxarsone |               |                  | 263,04                | 121-19-7   | Smeltpunt > 300 °C |
| Arsenobetaine                                       |               |                  |                       | 64436-13-1 |                    |

## Navigatie
Navigatie Koolstof-elementbinding